# Акименко, Александр Александрович
Алекса́ндр Алекса́ндрович Аки́менко (укр.  Олександр Олександрович Акименко; род. 5 сентября 1985, Антрацит, Ворошиловградская область) — украинский футболист, нападающий.

## Биография
С семилетнего возраста стал заниматься в антрацитовском ДЮСШ, где первым тренером был Виктор Иванович Дреневский. В 14 лет перешёл в луганском спортинтернате к Алексееву Олегу Владимировичу.
Начал профессиональную карьеру в 2003 году в украинском клубе «Авангард-Интер», в котором сыграл 4 матча. В 2005 году перешёл в алчевскую «Сталь». В Высшей лиге дебютировал 18 сентября 2005 года в гостевом матче против донецкого «Шахтёра» (1:1). Первый гол забил в 21 сентября 2005 года на 52-й минуте гостевого кубкового матча в ворота ахтырского клуба «Нефтяник-Укрнафта». В 2010 году перешёл в харьковский «Гелиос», в составе которого дебютировал 17 июля 2010 года в матче против винницкой «Нивы». 1 августа 2010 года в ворота «Буковины» был забит первый гол в составе нового клуба. В 2011 году покинул «Гелиос» и вернулся в алчевскую «Сталь», с которой в 2013 году вернулся в Высшую лигу, но не сыграл там из-за проблем с финансами у команды. 29 марта 2014 года оформил покер в ворота команды «Сумы». 18 апреля 2014 года, забив два гола в ворота «Десны» из Чернигова, с 11 мячами возглавил таблицу бомбардиров в Первой лиги Украины, обогнав Сергийчука из «Николаева». В итоге, с 13 мячами стал лучшим бомбардиром Первой лиги в сезоне и завоевал с командой бронзовые медали.
2 июля 2014 года признан лучшим игроком сезона по версии сайта UA-Футбол.
В следующем сезоне перешёл в «Металлург» из Донецка, дебютировал 25 июля 2014 года, в матче против «Днепра» из Днепропетровска, заменив Дегтярёва на 40-й минуте. 23 августа 2014 года в матче 1/16 финала кубка Украины, выйдя в основе на 40 минут, забил свой первый гол за «Металлург» в ворота «Полтавы», однако, в итоге, клуб вылетел из турнира, а Акименко был заменён после первого тайма.
29 августа 2014 года было объявлено, что Акименко перешёл в кировоградскую «Звезду». 18 октября 2014 года в 5-м матче за свой новый клуб сделал дубль в ворота «Горняка», принеся своему клубу ничью. За 4 тура до конца сезона, вместе с клубом вышел в Высшую лигу. Тем не менее, результативностью в составе «Звезды» не отличался, в связи с чем редко попадал в состав. Летом 2017 года покинул команду. Позже подписал контракт с «Ингульцом».
По итогам чемпионата в Первой лиге Украины 2017/2018, стал лучшим бомбардиром Лиги, забив 25 мячей в 32 матчах. Акименко является одним из лучших бомбардиров Первой лиги, в его активе по состоянию на конец мая 2018 года было 93 гола, что является четвёртым результатом в истории Первой лиги Украины. Больше него в первой лиге забивали Вадим Плотников — 118 голов, Сергей Чуйченко (116 голов) и Богдан Есып, у которого 101 забитый мяч во втором по силе футбольном дивизионе Украины.

## Достижения
- Победитель Первой лиги Украины: 2015/16
- Серебряный призёр Первой лиги Украины: 2012/13
- Бронзовый призёр Первой лиги Украины (2): 2009/10, 2013/14
- Лучший бомбардир Первой лиги Украины (2): 2013/14, 2017/18
- Лучший футболист Первой лиги Украины по версии сайта UA-Футбол (2): 2013/14, 2017/18[17].